# Kriechenwil
Kriechenwil (tot 1959 officieel in het Duits Dicki) is een gemeente en plaats in het Zwitserse kanton Bern, en maakt deel uit van het district Bern-Mittelland.
Kriechenwil telt 427 inwoners.